# Gornji Ceklin
Gornji Ceklin este un sat din comuna Cetinje, Muntenegru. Conform datelor de la recensământul din 2003, localitatea are 27 de locuitori (la recensământul din 1991 erau 47 de locuitori).

## Demografie
În satul Gornji Ceklin locuiesc 25 de persoane adulte, iar vârsta medie a populației este de 58,6 de ani (51,0 la bărbați și 64,7 la femei). În localitate sunt 15 gospodării, iar numărul mediu de membri în gospodărie este de 1,80.
|  |

| Demografie | Demografie | Demografie |
| An         | Locuitori  | Locuitori  |
| ---------- | ---------- | ---------- |
|            |            |            |
|            |            |            |
|            |            |            |
|            |            |            |
| 1948       | 228        |            |
| 1953       | 219        |            |
| 1961       | 156        |            |
| 1971       | 140        |            |
| 1981       | 100        |            |
| 1991       | 47         | 47         |
| 2003       | 27         | 27         |

| \| Componența etnică conform recensământului din 2003[2] \| Componența etnică conform recensământului din 2003[2] \| Componența etnică conform recensământului din 2003[2] \| Componența etnică conform recensământului din 2003[2] \| Componența etnică conform recensământului din 2003[2] \| \| ----------------------------------------------------- \| ----------------------------------------------------- \| ----------------------------------------------------- \| ----------------------------------------------------- \| ----------------------------------------------------- \| \| \| \| \| \| \| \| Muntenegreni \| Muntenegreni \| \| 24 \| 88,88% \| \| necunoscută \| necunoscută \| \| 1 \| 3,7% \| |              |  |    |        |
| Componența etnică conform recensământului din 2003 |              |  |    |        |
| |              |  |    |        |
| Muntenegreni | Muntenegreni |  | 24 | 88,88% |
| necunoscută | necunoscută  |  | 1  | 3,7%   |